# Opogona pyrographa
Opogona pyrographa är en fjärilsart som beskrevs av Walsingham 1914. Opogona pyrographa ingår i släktet Opogona och familjen äkta malar.
Artens utbredningsområde är Guatemala. Inga underarter finns listade i Catalogue of Life.